# Konttajärvi
Konttajärvi är en sjö i Finland. Den ligger i kommunen Pello i landskapet Lappland, i den norra delen av landet, 700 km norr om huvudstaden Helsingfors. Konttajärvi ligger 119,5 meter över havet. Den är 5,29 meter djup. Arean är 2,35 kvadratkilometer och strandlinjen är 11,91 kilometer lång. Sjön  ingår i Torne älvs huvudavrinningsområde.   
I övrigt finns följande i Konttajärvi:
- Sammalsaari (en ö)